# Tubifex nerthus
Tubifex nerthus is een ringworm uit de familie van de Naididae. De wetenschappelijke naam van de soort wewrd voor het eerst geldig gepubliceerd in 1908 door Michaelsen.